# Girolamo Mazzola Bedoli

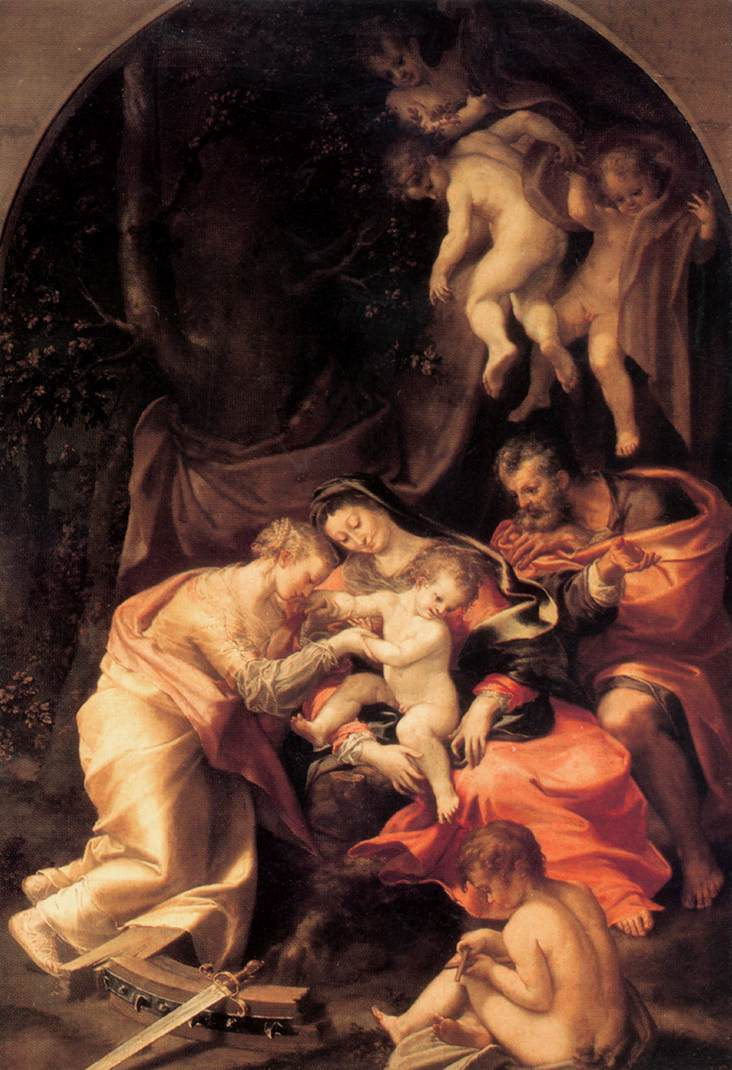
Esponsales místicos de Santa Catalina de Alejandría, Galleria Nazionale di Parma.

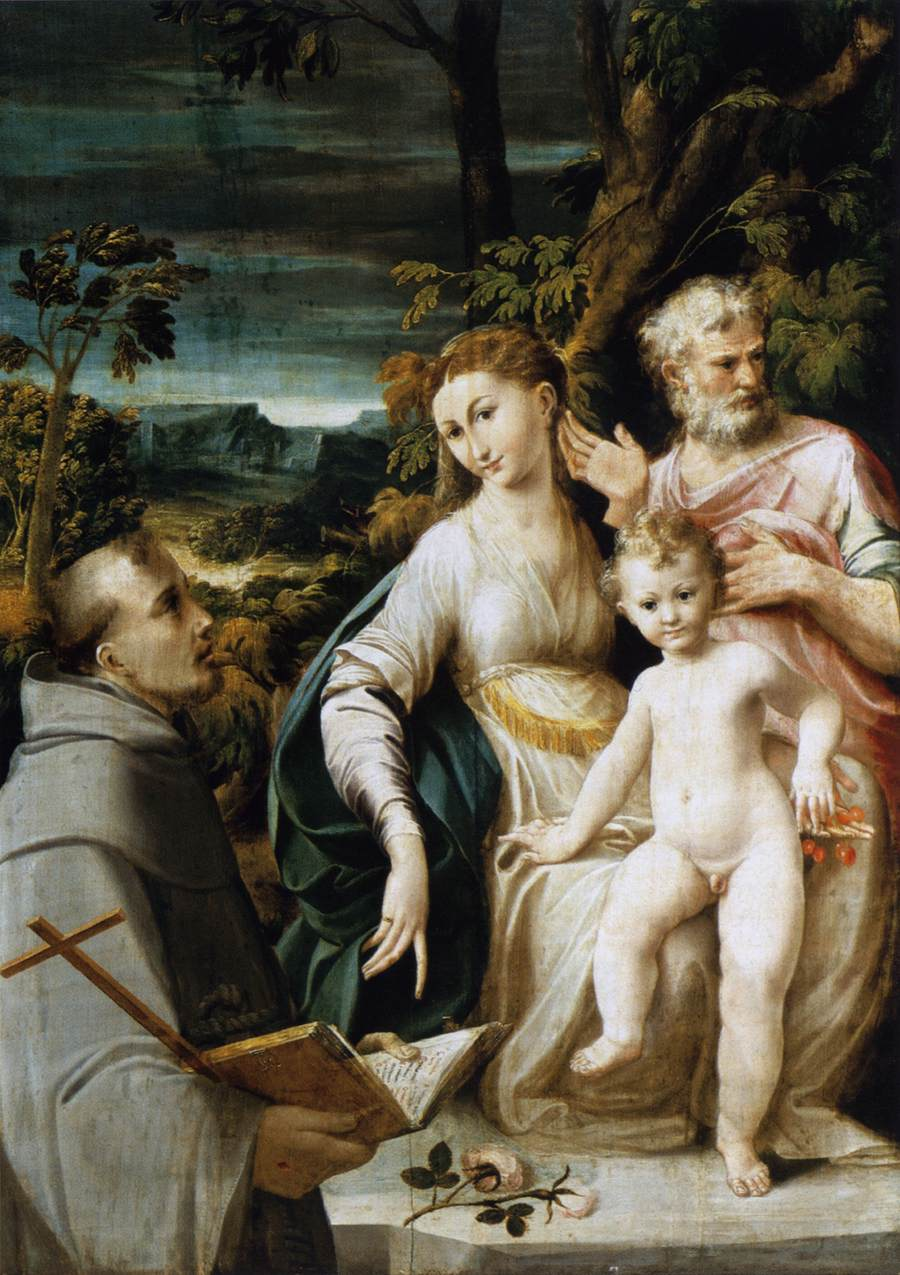
Sagrada Familia, Museo de Bellas Artes de Budapest.

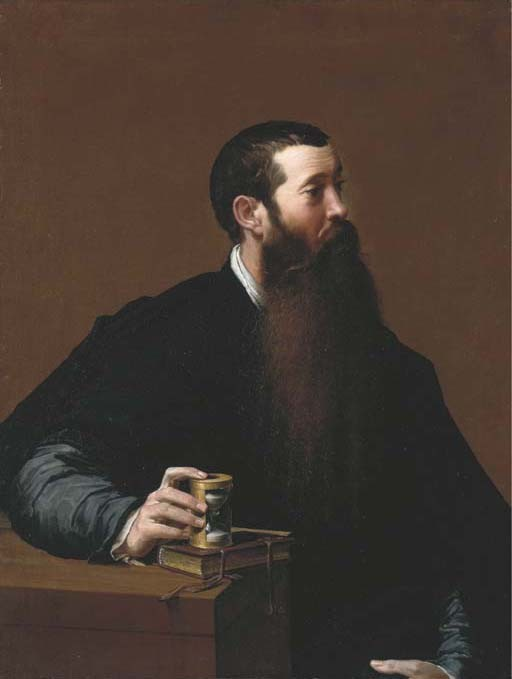
Retrato de filósofo, Colección particular.

Girolamo Bedoli, conocido como Girolamo Mazzola Bedoli (Viadana, 1500-Parma, 1569) desde su matrimonio, fue un pintor italiano perteneciente a la Escuela de Parma.

## Biografía
Condiscípulo de Parmigianino en el taller de sus tíos, se refugió junto a éste en Viadana durante la guerra que asolaba a Parma. En 1529 se casó con la hija de Pier Ilario Mazzola, tomando a partir de entonces el apellido familiar.
El primer encargo del que se tiene constancia es junto a su suegro: la Inmaculada Concepción para el Oratorio della Concezione (ahora en la Galleria Nazionale de Parma, 1533). Sin embargo, la obra es totalmente de sus manos y ya nos muestra a un pintor perfectamente maduro y seguro de sus posibilidades. Ya sigue de cerca el estilo de Parmigianino con firmeza.
Bedoli llegó a ser un artista excepcionalmente refinado y dotado de gran habilidad de mano, incluso superior a la de su primo más célebre, Parmigianino, pero con un carácter menos atrevido. Francesco Mazzola siempre tuvo un sentido poético superior. Sin embargo, cabe citarle como el exponente más depurado de la maniera parmesana.
Hacia la década de 1540, Bedoli llega a la cúspide de su arte, más preciosista que nunca, con figuras gráciles y ligeras envueltas en una compleja trama de líneas y luz. En su Adoración de los Reyes (1547), la monumentalidad del escenario arquitectónico llega incluso a recordar al arte de Giulio Romano.
Con le llegada de la mitad del siglo, Bedoli parece que comienza a abandonar algunos de los postulados del manierismo, volviendo su mirada a Correggio, que le sirve de moderador de su anterior estilo. Sus últimas obras ya reflejan una debilidad que se expresa en la vacuidad de las figuras, ya simplemente modelos vacíos de contenido, ejercicios de estilo de una Maniera petrificada.
Mazzola Bedoli también practicó el retrato, aunque sus obras en este campo son más intersantes como materia pictórica que como estudio psicológico del personaje.
Girolamo tuvo un hijo, también pintor, Alessandro Mazzola Bedoli, que continuó con el taller paterno durante otros cuarenta años en Parma. Su estilo es en todo similar al de su padre, pero sin su talento ni su creatividad. Se limitó a explotar las fórmulas heredadas, llegando a veces a la mera copia de los originales de su padre.

## Obras destacadas
- Virgen sedente con Santiago y San Juan Bautista (Carate Brianza, col. Galli, 1525). Obra de atribución muy dudosa.
- Inmaculada Concepción (Galleria Nazionale di Parma, 1533-37)
- Adoración del Niño Jesús (Museo di Capodimonte, Nápoles)
- Virgen con San Sebastián y San Francisco (Gemaldegalerie, Dresde)
- Virgen con San Bruno (Pinacoteca de Múnich)
- Magdalena (Palazzo Pitti, Florencia)
- Niño Jesús con San Juanito (1535, Los Angeles County Museum)
- Virgen con Niño en un paisaje (1536-37, Fogg Art Museum Cambridge)
- Esponsales de Santa Catalina (San Giovanni Evangelista, Parma, 1536-37)
- Frescos de la bóveda del coro del Duomo de Parma (1538-44)
- Cristo en el Juicio Final (ábside del Duomo de Parma)
- Anunciación (Pinacoteca Ambrosiana, Milán, 1540)
- Anunciación (Pinacoteca di Capodimonte, Nápoles, 1545)
- Adoración de los Reyes (Galleria Nazionale di Parma, 1547)
- Pentecostés (la Steccata, Parma, 1547-52)
- Esponsales de Santa Catalina (Galleria Nazionale di Parma, 1556)
- Virgen con San José y ángeles (Santo Sepolcro, Parma, 1556-57)
- Figuras de músicos (Galleria Nazionale di Parma, 1562)
- Adoración de los Pastores (la Steccata, Parma, 1553-67)